# Staurodesmus cuspidatus
Staurodesmus cuspidatus  là một loài Song tinh tảo trong họ Desmidiaceae, thuộc chi Staurodesmus.